# Казахстанско-киргизские отношения
Казахстанско-киргизские отношения — двусторонние дипломатические отношения между Казахстаном и Кыргызстаном. Дипломатические отношения были установлены 27 августа 1992 года. Казахстан имеет посольство в Бишкеке, Кыргызстан — в Астане.
Дипломатические отношения между странами были установлены 15 октября 1992 года. В январе 1993 года были открыто посольство Казахстана в Кыргызстане и посольство Кыргызстана в Казахстане. 11 октября 2002 года было открыто генеральное консульство Кыргызстане в городе Алматы. 28 августа 2012 года было открыто консульство Казахстане в городе Оше.
Обе эти страны являются полноправными членами Содружества Независимых Государств (СНГ), Организации Экономического Сотрудничества (ОЭС), Организации Договора о коллективной безопасности (ОДКБ), Организации тюркских государств (ОТГ), Шанхайской организации сотрудничества (ШОС) и Организации по Безопасности и Сотрудничеству в Европе (ОБСЕ). 
По итогам 2012 года Казахстан стал третьим (после России и Китая) торговым партнером Кыргызстана: на Астану пришлось 12,7 процентов внешнего товарооборота Бишкека.

## Политические отношения
В политическом диалоге между двумя странами нет противоречий по основным вопросам двусторонних отношений и международной политики. Переговоры на высшем уровне проводятся на регулярной основе. Критическую важность дружественных отношений двух стран неоднократно подчеркивал первый президент Республики Казахстан Нурсултан Назарбаев.
В 2016 году в ходе встречи Назарбаева с министром иностранных дел Кыргызстана Эрланом Абдылдаевым он отметил: «Ваша страна является нашим ближайшим соседом и партнёром. Между нами не должно существовать никаких нерешённых вопросов, отношения должны быть образцовыми. Учитывая непростую экономическую и политическую обстановку в мире, нам необходимо быть вместе».
За годы независимости двух стран было подписано более 160 киргизско-казахстанских межгосударственных, межправительственных и межведомственных соглашений, наиболее значимыми из которых являются Договор о вечной дружбе от 8 апреля 1997 года и Договор о союзнических отношениях от 25 декабря 2003 года. Казахстан и Кыргызстан тесно взаимодействуют в рамках ООН, СНГ, ОДКБ, ЕАЭС, ШОС, ОБСЕ.
После апрельской революции в Кыргызстане 2010 года Нурсултан Назарбаев одним из первых глав государств направил в Кыргызстан заместителя председателя Мажилиса Парламента Казахстана — специального посланника ОБСЕ Жаныбека Карибжанова. Затем с официальным визитом в Кыргызстан посетили председатель ОБСЕ, государственный секретарь — министр иностранных дел Казахстана Канат Саудабаев, первый заместитель премьер-министра Умирзак Шукеев и другие лица.
В том же году Казахстан посетили президент Переходного периода Кыргызстана Роза Отунбаева, первый заместитель председателя временного правительства Алмазбек Атамбаев, министр финансов Чоробек Имашев и другие.
Государственный визит президента Казахстана Нурсултана Назарбаева в Кыргызстан впервые в истории отношений двух государств состоялся 22 августа 2012 года в год двадцатилетия установления дипломатических отношений. В Бишкеке президенты подписали Юбилейную декларацию об углублении стратегического партнёрства и союзнических отношений. В 2013 году президент Казахстана Назарбаев дважды был в Бишкеке на саммитах ОДКБ (28 мая) и ШОС (13 сентября).
7 ноября 2014 года состоялся государственный визит президента Кыргызстана Алмазбека Атамбаева в Казахстан. В Астане состоялись переговоры Алмазбека Атамбаева и Нурсултана Назарбаева.
25-26 декабря 2017 года состоялся официальный визит президента Кыргызстана Сооронбая Жээнбекова в Казахстан. По итогам Жээнбековым и Назарбаевым были подписаны Договор о демаркации кыргызско-казахской государственной границы и Совместное заявления Глав двух государств, План мероприятий. Также было подписано Соглашение о режиме кыргызско-казахской государственной границы руководителями пограничных служб двух государств. В марте 2018 года в Астане на рабочей встрече глав государств Центральной Азии Назарбаев поблагодарил коллег и отметил вклад президента Кыргызстана Сооронбая Жээнбекова в активизации контактов с соседями для решения «застарелых вопросов и проблем».
29 мая 2019 года состоялся рабочий визит Жээнбекова в Казахстан для участия в заседании Высшего Межгосударственного Совета ЕАЭС. Во время визита состоялась его встреча с президентом Казахстана Касым-Жомартом Токаевым. Жээнбеков поздравил Токаева с избранием на должность президента Казахстана, были обсуждены перспективы сотрудничества. Также в рамках визита Жээнбеков встретился с первым президентом Казахстана Нурсултаном Назарбаевым и выразил признательность за его личный вклад в развитие и укрепление братских отношений между двумя странами и народами.
В то же время у стран имеются нерешённые до конца вопросы в отношении трансграничных рек. С 2000 года действует межправительственное соглашение об использовании водохозяйственных сооружений на реках Чу (Шу) и Талас, по заявлениям Казахстана периодически не соблюдаются графики подачи воды.
В собственности Казахстана находятся несколько пансионатов на киргизском курорте Иссык-Куль. В 2003 году было заключено соглашение, согласно которому Бишкек признал права Астаны на казахстанскую недвижимость в Кыргызстане.

## Экономические отношения
С 12 августа 2015 года Кыргызстан стал полноправным членом Евразийского экономического союза наряду с Казахстаном, Россией, Беларусью и Арменией. Таможенный контроль на границе Кыргызстана с странами ЕАЭС был отменен. В тот же день на таможенных постах кыргызско-казахстанского участка границы состоялась официальная церемония отмены таможенного контроля товаров и транспортных средств с участием Президентов двух стран.
Кыргызстан — второй по значимости партнёр Казахстана в ЕАЭС. Торговые отношения с Кыргызстаном ведутся в пользу Казахстана, так как объёмы экспорта существенно превосходят импорт. От торгового партнёрства ЕАЭС выигрывает Казахстан — экспорт почти в 2 раза превышает сумму импорта. Кыргызстан в Казахстан поставляет электроэнергию, молочные продукты, овощи и фрукты, живой КРС, швейные изделия, стекло и др. Из Казахстана в Кыргызстан завозятся: нефть и нефтепродукты из битуминозных пород (кроме сырых), пшеница, уголь, мука пшеничная, масло растительное, неорганические химические вещества, минеральное сырье, плоский прокат из железа, нержавеющей стали и др.. Вступление Кыргызстана в ЕАЭС, способствовало появлению и продаже на казахстанском рынке киргизских товаров имеющих цену значительно меньшую, чем аналогичные товары произведенные в самом Казахстане.
С 10 октября 2017 года Казахстаном усилен пограничный контроль, что привело к километровым заторам на пунктах пропуска на границе. Больше всего пострадали водители большегрузных машин со скоропортящимися продуктами на борту. Усиление погранконтроля объяснялось проведением плановой операцией по усиленному таможенному, транспортному, фитосанитарному и ветеринарному контролю, борьбой с контрабандой из Кыргызстана. Бишкек, в свою очередь, считает, что казахстанская сторона создает «искусственные барьеры».
17 октября 2017 года Министерство экономики Кыргызстана обратилось в Евразийскую экономическую комиссию, отметив, что казахстанской стороной не соблюдаются нормы права Евразийского экономического союза (ЕАЭС).
18 октября 2017 года во время встречи с правительственной делегацией Кыргызстана, Казахстаном был предложен выход из сложившейся на границе ситуации — заключавшийся в установлении единых стоимостных индикаторов, чтобы товар в Кыргызстане и Казахстане был по одной цене, и тогда никакого нарушения не будет.

## Казахстанско-киргизская граница
Протяженность совместной границы составляет примерно 1241 км. 
Во время официального визита в Кыргызстан в июле 2001 года президент Казахстана Нурсултан Назарбаев сделал заявление, что стороны констатировали окончание работы рабочей группы по делимитации границы. Соглашение о границе было подписано в 2001 году, Казахстан его ратифицировал в 2003 году, а Кыргызстан — в 2008 году. Договоренность вызвала выступления жителей пограничных киргизских поселений, которые в 2002 году устроили массовые марши протеста, закончившиеся столкновениями с властями и милицией (в том числе и с человеческими жертвами). Спорные участки в урочище Каркыра были разделены этим соглашением (625 га — Казахстану, 1136,6 га — Кыргызстану), но в 2013 году местные жители вышли на акцию протеста против передачи земли Астане и перекрыли канал, снабжающий водой пограничные районы Казахстана (конфликт был улажен путём переговоров премьер-министров двух стран).

## Послы Казахстана в Кыргызстане
1. Шаханов, Мухтар (1993—2003)
2. Узбеков, Умирзак Узбекович (2003—2008)
3. Оспанов, Бакыт Сагындыкович (2008—2009)
4. Исабаев, Бейбит Оксикбаевич (2009 — 16 марта 2015)
5. Бозжигитов, Айымдос Ерсаинович (16 марта 2015 — 7 Февраля 2018)
6. Кокрекбаев, Карим Насбекович (7 февраля 2018 — 26 августа 2019)
7. Нурпеисов, Кайрат Айтмухамбетович (август 2019 — апрель 2021)
8. Жошыбаев, Рапиль Сейтханович (с апреля 2021)

## Послы Кыргызстана в Казахстане
1. Ишемкулов, Тилектеш Ишемкулович (1993—1995)
2. Рыскулов, Акбар Рыскулович (1995—2001)
3. Сааданбеков, Жумагул Сааданбекович (2001—2007)
4. Рустенбеков, Жаныш Султанкулович (2007—2012)
5. Омуралиев, Эсенгул Касымович (2012—2016)
6. Кулубаев, Жээнбек Молдоканович (2018—2021)
7. Дюшекеев, Дастан Станбекович (9 августа 2021 — н. в.)